# Gentleman Ghost
Gentleman Ghost è un personaggio dei fumetti pubblicati dalla DC Comics, che ha esordito nel 1947 ed è un avversario ricorrente di Hawkman e della Justice League.

## Biografia del personaggio
Jim "gentleman" Craddock era un criminale inglese del 1870. Il suo soprannome derivava dal fatto di essere di nobili origini. Venne abbandonato in povertà dai suoi genitori. Due cowboy mascherati, Nighthawk e sua moglie Cinnamon, gli diedero la caccia senza mai riuscire a catturarlo. Un giorno Craddock ebbe la fortuna di incontrare Cinnamon e la catturò, ma, forse innamorato di lei, non le fece del male. Nighthawk lo accusò però ingiustamente di violenza sessuale e gli sparò, uccidendolo. Essendo stato ucciso ingiustamente, Craddock fu riportato in vita come uno spettro, con il compito di vendicarsi su coloro che lo avevano ucciso, ma Nighthawk e Cinnamon erano in realtà due antiche divinità egizie che si reincarnano in continuazione, per cui non potevano realmente essere uccisi. Gentleman Ghost divenne quindi un avversario ricorrente della loro attuale incarnazione, i supereroi Hawkman e Hawkgirl, di Batman e del loro gruppo di supereroi, la Justice League. Si è poi unito a un gruppo di supercriminali capitanati da Johnny Sorrow, un criminale in cui ha trovato uno spirito affine.

## Poteri e abilità
Come ogni spettro, Gentleman Ghost può volare, diventare invisibile e attraversare qualsiasi cosa. Inoltre può teletrasportarsi per brevi distanze e, se attraversa una persona, può raffreddare a livelli critici la sua temperatura corporea, uccidendola per assideramento. Usa spesso una pistola flintlock con canna lunga e può lanciare una specie di fuoco fatuo dal suo bastone. Ci sono alcune restrizioni dei suoi superpoteri:
- non può attraversare qualsiasi oggetto che abbia proprietà magiche
- può essere colpito da chiunque abbia sangue blu
- non può attraversare le persone possedute da un altro spettro
- i suoi poteri non funzionano con altri spettri
- qualsiasi oggetto religioso può essere usato contro di lui
- non può toccare le vergini (maschi e femmine)

## Altri media
- Gentleman Ghost è apparso nella serie All New SuperFriends Hour, nell'episodio Ghosts, dove trasforma Wonder Woman e Superman in fantasmi.
- Nell'episodio Storia Antica di Justice League Unlimited, tenta di fuggire da Lanterna Verde, superandolo però nel combattimento e arrivando quasi ad ucciderlo, se l'intervento di Hawkman non lo avesse fermato.
- Nella serie animata Batman: The Brave and the Bold, in onda su Cartoon Network, appare in diversi episodi. Il suo debutto è nel secondo episodio, "Terrore sull'Isola dei Dinosauri" come un personaggio minore all'inizio della puntata. Rapina una città messicana nel bel mezzo del Giorno dei Morti, ma l'intervento di Batman, Plastic Man e la supereroina Fire pone fine in pochi minuti alla sua carriera di criminale. Compare una seconda volta nell'episodio "L'ascesa di Deadman", stavolta come antagonista principale. Il suo progetto è quello di liberare, tramite tre manufatti magici, un esercito di morti viventi per avere la sua vendetta nei confronti di Londra, la città che lo ha respinto. Dopo aver battuto Batman nel combattimento grazie alle sue abilità spettrali, lo seppellisce vivo. Con sole due ore di vita, Batman usa una tecnica meditativa per uscire dal suo corpo in forma di spirito e con l'aiuto di Deadman e Freccia Verde riesce a trovare Gentleman Ghost, ma è troppo tardi, poiché l'armata di scheletri è già in vita. Capendo di non poter vincere la battaglia combattendo, Batman distrugge i tre manufatti. Ora senza controllo, i morti viventi tradiscono Gentleman Ghost, portandolo agli inferi con loro.
- Gentleman Ghost compare come cameo in LEGO Batman - Il film (2017), viene menzionato da Joker all'inizio del film.[1][2]
- Compare come antagonista minore nel film d'animazione Teen Titans Go! Vs. Teen Titans (2019) doppiato da "Weird Al" Yankovic, dove inclina la gemma di Crovina liberando la sua parte oscura, parte che sarà fondamentale nella trama del film.[3][2]